# Planell de Gipon
El Planell de Gipon, és una ampla plana de muntanya a cavall dels termes municipals de Castell de Mur, a l'antic terme de Guàrdia de Tremp, en territori del poble de Cellers, i de Sant Esteve de la Sarga, en terres del poble de Moror, al Pallars Jussà.
La major part del planell és en el terme de Sant Esteve de la Sarga, però a l'extrem oriental penetra dins del terme de Castell de Mur. Es troba al sud-oest del poble de Cellers i al nord-est del cim del Serrat Alt, a ponent de los Brugals. La llau de Margalit discorre pel costat de ponent del planell i el barranc de la Font de Margarit, pel costat de llevant.